# Attentats de Kerman
Les attentats de Kerman ont lieu le 3 janvier 2024 dans la ville de Kerman, dans le sud de l'Iran, lors de la commémoration du quatrième anniversaire de la mort du général Qassem Soleimani, tué en 2020 par un drone américain en Irak. Deux explosions se produisent à une quinzaine de minutes d'intervalle, à 14 h 50 et 15 h 05 environ. Le bilan officiel au 11 janvier est de 94 morts et 284 blessés.
L'attentat, le plus meurtrier en Iran depuis 1978, est revendiqué le lendemain par le groupe État islamique.

## Contexte
Le 3 janvier 2020, le général Qassem Soleimani (ou Ghassem Soleimani) est tué lors d'une frappe de drone en Irak, ordonnée par les États-Unis, alors dirigés par Donald Trump. Soleimani est le commandant de la Force Al-Qods du corps des gardiens de la révolution islamique (CGRI), chargée des opérations à l'étranger. Il occupe une position d'influence significative en Iran, largement considéré comme la deuxième figure la plus puissante du pays après le guide suprême, l'ayatollah Ali Khamenei. En tant que chef de la Force Al-Qods, il joue un rôle clé dans la définition de la politique iranienne dans la région. Soleimani est chargé de superviser des missions clandestines et de fournir des conseils, des fonds, des armes, des renseignements et un soutien logistique à des gouvernements alliés et des groupes armés, notamment le Hamas et le Hezbollah,.
L'attaque de janvier 2024 a lieu dans un contexte de vives tensions au Moyen-Orient, pendant la guerre à Gaza. La veille de l'attentat, le chef adjoint du bureau politique du Hamas, Saleh al-Arouri, est tué par un drone israélien au Liban. Au lendemain de l'attentat, c'est au tour du commandant de la 12e brigade des unités de mobilisation populaires (alliées de l'Iran), Mushtaq Talib al-Saïdi, d'être tué par un drone américain en Irak comme Soleimani. Par ailleurs, l'Iran fait depuis de nombreuses années l'objet de fusillades de masse de l'État islamique. Selon le journaliste Wassim Nasr, l'Iran et Soleimani ont « une longue dette de sang [...] avec l'État islamique » en raison de leur rôle dans la défaite du groupe en Irak et en Syrie. 
Le 3 janvier 2024, jour de l'attaque, des centaines de milliers d'Iraniens sont réunis dans les rues de Kerman, au sud-est de l'Iran, pour commémorer le quatrième anniversaire de la mort de Qassem Soleimani,,. Parmi eux se trouvent des citoyens et « anonymes », mais aussi des représentants du régime.

## Déroulement
L'attentat a lieu à proximité de la mosquée Saheb al-Zaman, près de laquelle est située la tombe du général Soleimani. Les explosions ont lieu dans les rues menant à Golzar Shohada, cimetière rassemblant 1 025 personnes considérées comme des martyrs aux yeux du régime.
Une première attaque a lieu aux alentours de 14 h 50 à proximité du dôme de Jabalieh (en), suivie treize minutes plus tard d'une seconde à proximité du Takht-e Dargah-e Gholi Beyg (fa),,. Selon l'agence de presse officielle iranienne (IRNA), la première explosion a lieu à 700 mètres de l'endroit où est enterré Soleimani, et la seconde un kilomètre plus loin ; elle s'avère être la plus meurtrière.
L'agence semi-officielle Nournews (fa) rapporte d'abord que plusieurs bonbonnes de gaz ont explosé sur la route conduisant au cimetière où a lieu la cérémonie commémorative. Selon l'agence Tasnim, les bombes étaient dissimulées dans des sacs et ont été activées à distance grâce à des télécommandes. Un témoin indique par ailleurs avoir vu une bombe exploser depuis une poubelle, où elle était cachée. Le groupe État islamique déclare lui sur Telegram que deux de ses membres « ont fait exploser leurs ceintures d'explosifs au milieu de la foule ». L'IRNA rapporte par la suite que la première explosion a été provoquée par un kamikaze, dont le corps a été déchiqueté. Pour la seconde, elle annonce que l’enquête se poursuit mais qu'il s’agirait également très probablement aussi d'un attentat-suicide.
Le travail des secours est compliqué par le mouvement de foule qui résulte de la double explosion. Selon un décompte établi le 3 janvier en fin de soirée, l'attentat fait 103 morts et 211 blessés,. Le ministre de la Santé, Bahram Eynollahi (en), révise par la suite à la baisse ce bilan, donnant un chiffre de 95 morts, certains noms ayant « été enregistrés deux fois par erreur ». L'état des corps est aussi un obstacle à leur identification et au décompte des victimes. Le 4 janvier, le bilan officiel est à nouveau revu, passant à 84 morts et 284 blessés. Le 5 janvier, le bilan est de nouveau revu à la hausse, d'abord à 85 morts, puis à 89,,. Parmi ces derniers, on compte trente-trois femmes, douze personnes âgées de moins de 15 ans (dont une fillette de deux ans) et douze ressortissants afghans,. Neuf des victimes (dont la fillette de deux ans) appartiennent à la même famille. Le 6 janvier, le bilan passe à 91 morts après le décès de deux patients hospitalisés en soins intensifs. Le 11 janvier, le bilan s'alourdit à 94 morts. L'attentat est le plus meurtrier survenu dans le pays depuis la Révolution iranienne, avec l'incendie d'un cinéma à Abadan en 1978.   

## Enquête et responsables
Le jour de l'attaque, la présidence iranienne accuse les États-Unis et Israël d'en être à l'origine, mais la méthode d'action est incompatible avec celles de ces deux pays, qui utilisent plutôt les assassinats ciblés de leaders militaires ou de personnalités influentes. Un responsable américain anonyme déclare que les attaques auraient pu être commises par le groupe terroriste État islamique (ou Daech) car cela « ressemble à une attaque terroriste, le genre de chose que l'EI a fait dans le passé », thèse avancée également par d'autres observateurs. Ali Vaez (fa), chercheur spécialiste de l'Iran, relève ainsi que la méthode de la double explosion « correspond au mode opératoire de Daesh ».
Le lendemain, l'État islamique revendique l'attentat. Selon le média Al-Mersaad (réputé proche des talibans afghans), les kamikazes seraient de nationalité tadjike. Le 5 janvier, le ministère iranien du Renseignement confirme la nationalité tadjike d'un des deux kamikazes. Le 7 janvier, l'agence de presse semi-officielle de l'État islamique, Amaq, publie une vidéo posthume dans laquelle on les voit prêter « allégeance au commandeur des croyants et calife des musulmans, le cheikh moudjahid Abi Hafs al-Hachemi al-Qourachi ». Le 11 janvier, le ministère iranien du Renseignement communique davantage d'informations sur les auteurs des attentats. Le cerveau de ces derniers serait un Tadjik connu sous le pseudonyme d'Abdollah Tajiki, entré clandestinement en Iran à la mi-décembre 2023 et reparti le 1er janvier 2024 après avoir confectionné les ceintures explosives. Le kamikaze identifié le 5 janvier comme étant de nationalité tadjike serait également Israélien, s'appellerait Bozrov (nom de famille) et aurait suivi plusieurs mois d'entraînement dans les camps afghans de l'État islamique au Khorassan avant de gagner clandestinement l'Iran.   
D'autres pistes sont également évoquées initialement, comme des groupes d'opposition au régime des mollahs, notamment l'Organisation des moudjahiddines du peuple iranien, mais ceux-ci affirment, par le biais de leur porte-parole Shahin Gobadi, ne pas avoir « commis cet acte ». Le mouvement de protestation consécutif à la mort de Mahsa Amini, qui réclame notamment la fin de l'obligation de port du foulard islamique pour les femmes, ne vise lui que les autorités iraniennes, et non les civils,.

## Réactions
La télévision d'État et le vice-gouverneur de la province de Kerman évoquent rapidement « une attaque terroriste »,.
À la suite de l'attaque, le guide de la Révolution Ali Khamenei promet une « réponse sévère », et le président iranien Ebrahim Raïssi dénonce un acte « odieux et lâche ». Il annule par ailleurs son déplacement prévu le lendemain en Turquie. Les autorités déclarent la journée du jeudi 4 janvier 2024 jour de deuil national. Des milliers de personnes se rassemblent à Téhéran en hommage au général Soleimani et d'autres Iraniens retournent au cimetière de Kerman, scandant « Mort à Israël » et « Mort à l'Amérique ! ». L'Iran tiendrait pour responsable le groupe État islamique au Khorassan, d'où la fermeture de sa frontière avec l'Afghanistan.
Peu de temps après l'attentat, un conseiller de la présidence accuse Israël et les États-Unis d'avoir commandité l'attaque, ce que ces derniers jugent « absurde ». De leur côté, les Israéliens, par la voix du porte-parole de Tsahal Daniel Hagari, nient toute implication et déclarent rester « concentrés sur les combats avec le Hamas ». Des responsables américains déclarent également qu'Israël n'est pas à l'origine de l'attaque.
De nombreux pays, ainsi que le Hamas et le secrétaire général des Nations unies António Guterres, condamnent l'attaque, qui est qualifiée de « terroriste » par une majorité d'entre eux.